# Kastrup Kirke (Vordingborg)
 For alternative betydninger, se Kastrup Kirke. (Se også artikler, som begynder med Kastrup Kirke)
Om Kastrup Kirke ved man, at der omkring 1150 blev bygget en stenkirke på et af områdets højeste punkter. Den var bygget i romansk stil. Som det var almindeligt, blev Kastrup Kirke også udvidet og ændret over tiden, og den fik lidt gotisk præg i perioden 1250-1500, renæssance ca. 1500-1650 og endelig præg af barok i perioden 1650-1750.

## Eksteriør
Kirken ligger højt i landskabet og kan ses langvejs fra. Det menes, at kirken blev bygget for at tjene som sø- og landmærke.
- Kirken er tydelig fra lang afstand
- Kirken set fra øst-sydøst
- Gravminde for familien Oxholm

I 1774 kom Kastrup Kirke under hovedgården Rosenfeldt og var i dennes eje indtil 1960. Ved tårnet er der gravminder for familien Oxholm fra Rosenfeldt

## Interiør
Krucifikset er fra unggotisk tid, sidst i 1200-tallet. Krucifikset er gennem tiden blevet moderniseret og restaureret, så kun Kristusfiguren og endefelterne med evangelistsymbolerne er oprindelige.
Prædikestolen fra omkring år 1600 er et stykke renæssance og er formodentlig skåret af Bertel Snedker fra Vordingborg.
Altertavlen er en fløjaltertavle, som kan lukkes som et skab. Altertavlen kaldes også en Clemens-altertavle, da tavlens centralt placerede figur forestiller Sct. Clemens.
- Kirkeskibet Enigheden i kirkerummet
- Dør udfærdiget af egetømmer fra fregatten 'Sjælland'

Kirkedøren er forarbejdet af egetræ fra fregatten Sjælland, der blev ophugget i 1911. Dørbeslaget af malm er overflyttet fra den tidligere dør, der stammer fra 1700-tallet. Det smukke dørgreb er formodentlig fra 1300-tallet, og dyrehovedet forestiller formentlig et løvehoved. Dørhåndtaget er brugt som udgangspunkt til en håndtag på en middelalderkirke som er ved at blive opført på Middelaldercentret ved Nykøbing Falster.

## Kirkeskib
To-master snaubrig, bygget af maler Ove Andersen i Slagelse 1992. Indviet i kirken 26. marts 1992.
Doneret af Niels Jørgen Jørgensen, Nr. Alslev, Falster. N.J. Jørgensen voksede op med skibe både i kirken og på vandet. Senere blev han købmand i Kastrup.
- Snaubriggen Enigheden
- Enigheden agter